# Клитемнестра (филм)
„Клитемнестра“ је југословенски филм из 1974. године. Режирао га је Арсеније Јовановић, а сценарио је писао Маријан Матковић.

## Улоге
| Глумац          | Улога        |
| --------------- | ------------ |
| Марија Црнобори | Клитемнестра |
| Бранко Ђурић    | Глас         |
| Богдан Јакуш    | Глас         |